# Microepicausta marginalis
Microepicausta marginalis är en tvåvingeart som först beskrevs av Malloch 1940.  Microepicausta marginalis ingår i släktet Microepicausta och familjen bredmunsflugor. Inga underarter finns listade i Catalogue of Life.